# Emmy Internacional 2003
A 31.ª cerimônia de entrega dos International Emmys (ou Emmy Internacional 2003) aconteceu em 24 de novembro de 2003, no Hilton Hotel em Nova York, Estados Unidos. A cerimônia foi apresentada pelo jornalista americano Bob Costas.

## Cerimônia
Os nomeados para a 31ª Edição do Emmy Internacional foram anunciados pela Academia Internacional das Artes e Ciências Televisivas em 10 de outubro de 2003, numa conferência de imprensa na MIPCOM em Cannes. O Reino Unido liderou a lista de indicados, com 10 nomeações, seguida pela Alemanha com cinco. O Japão embolsou duas, a BBC foi a emissora com maior número de programas indicados, seis no total.
Os atores Bob Costas e Sarah Jessica Parker foram convidados pela Academia Internacional para apresentar a 31ª edição de gala. Parker entregou o International Emmy Founders Award ao canal HBO, por sua programação inovadora, enquanto Greg Dyke, diretor-geral da BBC, recebeu o Emmy Internacional de Melhor Chefe Executivo.

## Vencedores
| Melhor Série Dramática | Melhor Filme para TV ou Minissérie |
| --- | --- |
| - Nikolaj og Julie - () (NRK) - Cuéntame cómo pasó - () (TVE) - MDA - () (ABC) - Waking the Dead - () (BBC)                                                                                     | - Mein Vater - () (WDR) - Murder - () (BBC) - Ramona - () (SVT) - Jean Moulin, une affaire française - () (TF1)                                       |
| Melhor Programa Artístico | Melhor Série de Comédia |
| - The Life and Times of Count Luchino Visconti - () (BBC) - Visions of Space - () (BBC) - Viaje al centro de la música - () (Canal 13) - Living Architecture: The Work of Tadao Ando - () (NHK) | - The Kumars at No. 42 - () (BBC) - Lenny Henry in Pieces - () (BBC) - Alt und durchgeknallt - () (Brainpool TV) - The Perfect Manual - () (TV Asahi) |
| Melhor Programa de Entretenimento sem Roteiro | Melhor Documentário |
| - Without Prejudice? - () (Channel 4) - Caiga Quien Caiga - () (Cuatro Cabezas) - Home on Their Own - () (ITV) - Me lo dices o me lo cuentas - () (Telemadrid)                                  | - Das Leben geht weiter - () (HR/ARTE) - Stalingrad - ()(ZDF) - Avenging Terror - () (Channel 4) - The Least Peasants - () (Channel 4)                |
| Melhor Programa infanto-juvenil | |
| - Legend of the Lost Tribe - () (Channel 4) - The Little Polar Bear: The Big Harbour - () (WDR) - Laura Trenter - Fire! - () (Sveriges Television) - An Angel for May - () (ITV)                | |

## Múltiplas vitórias
Por país
| N.º de vitórias | País        |
| --------------- | ----------- |
| 4               | Reino Unido |
| 2               | Alemanha    |